# Nino Rota
Nino Rota, właśc. Giovanni Rota (ur. 3 grudnia 1911 w Mediolanie, zm. 10 kwietnia 1979 w Rzymie) – włoski kompozytor muzyki filmowej.

## Życiorys

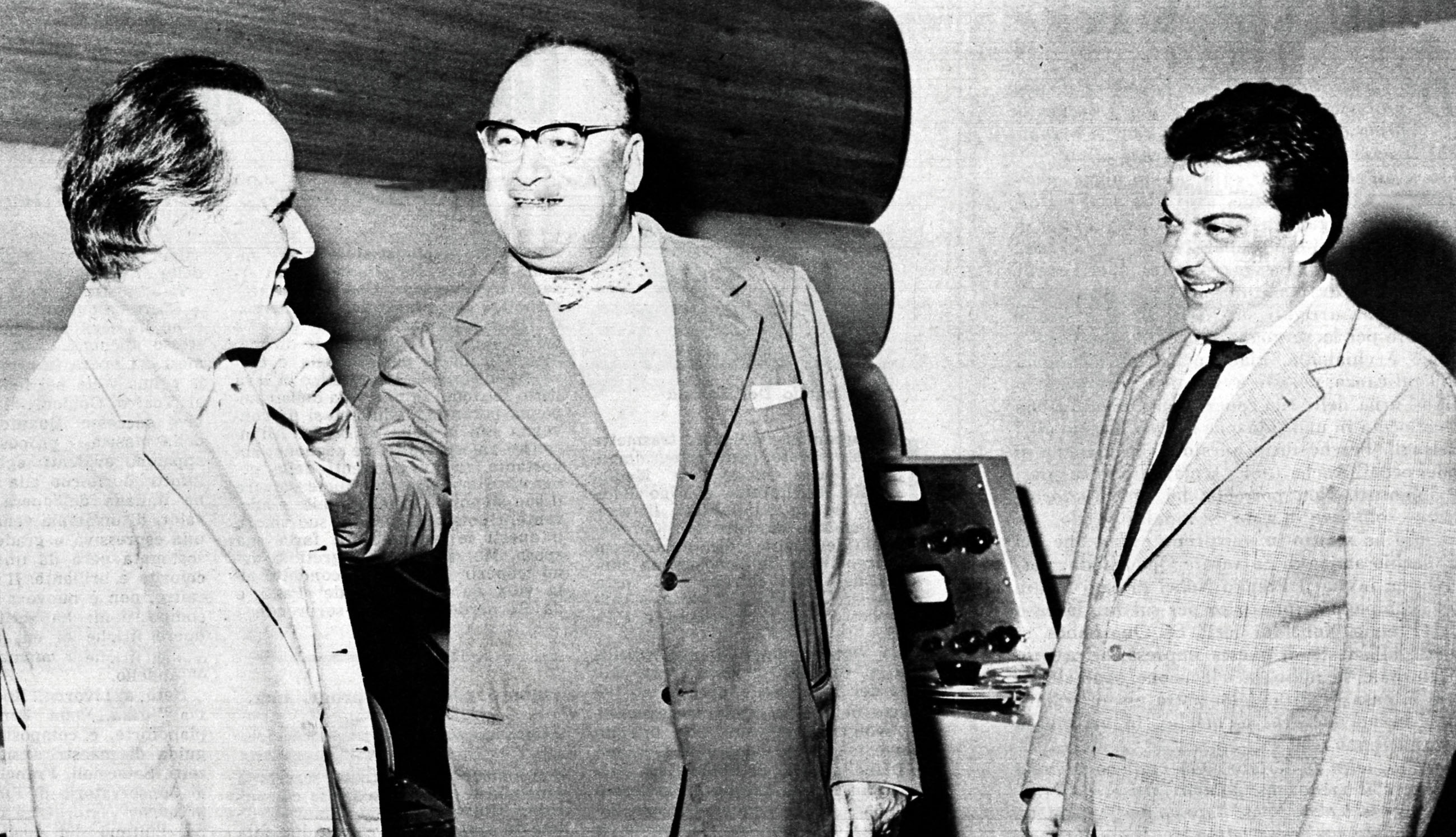
Nino Rota (po lewej) z Riccardo Bacchellim i Bruno Maderną w 1963.

Urodzony w rodzinie muzyków, studiował w mediolańskim konserwatorium u Ildebranda Pizzettiego. Dyrygent Arturo Toscanini doradził mu kontynuację studiów w Filadelfii. Tam pracował, między innymi, pod kierunkiem Fritza Reinera. Po powrocie do Mediolanu ukończył studia pracą o renesansowym kompozytorze Gioseffie Zarlinie.
Obdarzony subtelną wyobraźnią i niezwykłą inwencją melodyczną, dbały o efektowną instrumentację, sięgający świadomie do rozległych pokładów tradycji (jak barok lub Richard Wagner) stał się mistrzem wyrafinowanej muzyki filmowej. Zaprzyjaźniony z Federico Fellinim przez lata ścisłej współpracy stworzył do jego filmów wyrazistą stylistycznie ilustrację muzyczną.
Mniej znana jest jego twórczość autonomiczna (np. symfonie, balet La strada, opery, utwory kameralne).
Ceniony przez krytykę za muzykę do filmów następujących reżyserów:
- Federico Fellini: Na drodze (La strada, 1954, z rozpoznawalnym motywem na trąbkę), Słodkie życie (1960), Osiem i pół (1963, z cyrkowym, tanecznym motywem w scenie finałowej), Giulietta i duchy (1965, z psychodeliczną muzyką ilustrującą urojenia bohaterki), Rzym (1972, tu współtworząca syntezę sztuk ilustracja epizodu pokazu mody kościelnej), Amarcord (1974, z motywem przewodnim powtarzanym w różnych wersjach instrumentalnych), Casanova (1976, próba asymilacji klimatu muzyki XVIII wieku oraz Wagnera), Próba orkiestry (1979, gdzie pomysł filmu wyszedł od kompozytora, a ilustracją jest suita Roty, zmarłego wkrótce na wylew krwi do mózgu).
- Luchino Visconti: Lampart, Rocco i jego bracia.
- Franco Zeffirelli: Romeo i Julia.
- Francis Ford Coppola: Ojciec chrzestny (1972), Ojciec chrzestny II (1974)
- Franco Rossi: Młodzi przyjaciele (1955)

## Nagrody
- Nagroda Akademii Filmowej Najlepsza muzyka w dramacie: 1975: Ojciec chrzestny II
- Złoty Glob Najlepsza muzyka: 1973: Ojciec chrzestny
- Nagroda BAFTA Najlepsza muzyka: 1973: Ojciec chrzestny
- Nagroda Grammy Najlepsza muzyka do filmu kinowego lub specjalnego programu tv: 1973: Ojciec chrzestny